# Fetua
Una fetua o fatwa (en árabe: فتوى‎ fatwā; plural, فتاوى, fatāwā)
es un pronunciamiento legal en el islam, emitido por un especialista en ley religiosa sobre una cuestión específica. Generalmente, una fetua se emite ante la petición de que un individuo o un juez establezca una cuestión donde el fiqh, la jurisprudencia islámica, no está clara. Un erudito capaz de emitir una fetua se conoce como «muftí».
Ya que no existe un sacerdocio islámico centralizado, no hay un método unánimemente aceptado para determinar quién puede emitir una fetua y quién no, lo que ha llevado a algunos eruditos islámicos a quejarse de que demasiada gente se siente calificada para emitir fetuas.[cita requerida]
Tanto en la teoría como en la práctica, diferentes clérigos islámicos pueden emitir fetuas contradictorias. Lo que ocurre entonces depende de si uno vive en una nación en la que la ley islámica (sharia) es la base del derecho civil o si vive en una nación en la que la ley islámica no tiene estatus legal. Hay que notar que muchas naciones en las que los musulmanes son la mayoría de la población no reconocen la ley islámica como base de la ley civil.[cita requerida]
En las naciones cuyo sistema jurídico se basa en la ley islámica, las fetuas de los líderes religiosos se debaten antes de emitirse y se deciden por consenso. En tales casos, rara vez son contradictorias, y tienen el valor de ley ejecutable. Si dos fetuas son contradictorias, los órganos de gobierno (que combinan la ley civil y la ley religiosa) llegan a una interpretación acordada que se considera ley.[cita requerida]
En las naciones que no reconocen la ley islámica, los religiosos musulmanes se enfrentan a menudo con dos fetuas opuestas. En ese caso, deben seguir la fetua del líder de su propia tradición religiosa; es decir, los musulmanes suníes, por ejemplo, no seguirían la fetua de un clérigo chií.[cita requerida]

## Etimología
La palabra fetua proviene de la raíz árabe fatwa (فتوى-) cuyos significados incluyen “juventud, novedad, clarificación, explicación”. Varios términos relacionados con la fatwa derivan de la misma raíz. Un jurista que emite fatwas se llama muftí. La persona que pide una fatwa se conoce como mustafti. El acto de emitir fatwas se llama iftāʾ. El término futyā se refiere a solicitar y emitir fatwas.

## Ejemplo
Quizá la fetua más difundida en los medios es la que emitió en 1989 el ayatola Ruhollah Jomeini, de Irán, para condenar con asesinato al escritor británico Salman Rushdie, por su novela Los versos satánicos.

## En el cine
- Fatwa, película de 2006 dirigida por John Carter.
- Fatwa, película tunesina de 2018 dirigida por Mahmoud Ben Mahmoud.